# Bentleyville (Pensilvania)
Bentleyville es un borough ubicado en el condado de Washington en el estado estadounidense de Pensilvania. En el año 2000 tenía una población de 2.502 habitantes y una densidad poblacional de 262 personas por km².

## Geografía
Bentleyville se encuentra ubicado en las coordenadas 40°7′11″N 80°0′22″O / 40.11972, -80.00611.

## Demografía
Según la Oficina del Censo en 2000 los ingresos medios por hogar en la localidad eran de $26,875 y los ingresos medios por familia eran $35,652. Los hombres tenían unos ingresos medios de $35,588 frente a los $22,021 para las mujeres. La renta per cápita para la localidad era de $19,235. Alrededor del 18.6% de la población estaba por debajo del umbral de pobreza.